# 杨营镇 (镇平县)
杨营镇，是中华人民共和国河南省南阳市镇平县下辖的一个乡镇级行政单位。

## 行政区划
杨营镇下辖以下地区：
杨营村、老王营村、李邦相村、大贾庄村、白庄村、潘营村、林寨村、李家营村、尹营村、郭营村、程庙村、代营村、薛庙村、草房梁村、小岗村、沙家村、岁坡村、蒋坡村、郑坡村和魏营村。